# Speicher Marschstraße 3

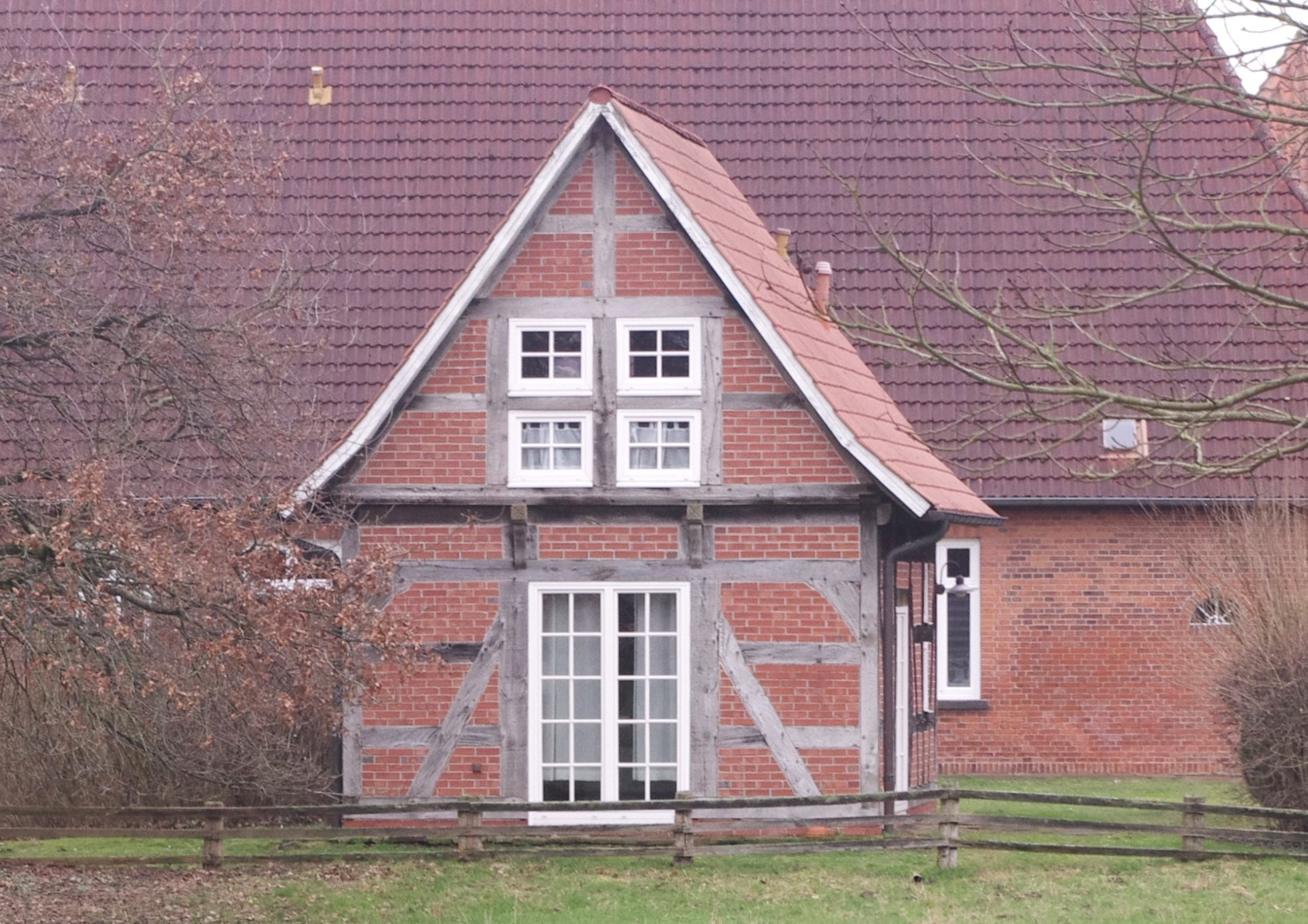

Der Speicher Marschstraße 3 in Balge-Buchhorst in der niedersächsischen Samtgemeinde Weser-Aue stammt aus dem 17. Jahrhundert.
Aktuell (2023) wird er als Wohnhaus genutzt.
Das Gebäude steht unter Denkmalschutz (siehe auch Liste der Baudenkmale in Balge).

## Geschichte
Das eingeschossiges Gebäude von 1605 ist ein Fachwerkhaus mit früher Lehm- und heute Steinausfachungen und mit Satteldach. Der Türsturz ist mit einem Vorhangbogen verziert. Der alte Speicher wurde aus der Gemeinde Marklohe hierher versetzt und steht in einer größeren früheren Bauernhofanlage.
Das Landesdenkmalamt befand: „… geschichtliche Bedeutung … durch beispielhafte Ausprägung eines Speichergebäudes des frühes 17. Jahrhunderts … .“